# Richardson, Teksas
Richardson je grad u američkoj saveznoj državi Teksas, sjeverno predgrađe Dallasa. Nalazi se u okruzima Dallas (većim dijelom) i Collin. Prema popisu stanovništva iz godine 2000. Richardson je imao 91.802 stanovnika, čime je bio 26. grad po brojnosti u Teksasu, no do 2008. je već imao preko 100.000 stanovnika.
Richardson je osnovan 1873. i nazvan prema željezničkom poduzetniku E. H. Richardsonu, koji je izgradio prugu od Dallasa do Denisona. Danas je utjecajno predgrađe Dallasa sa sjajnom prometnom povezanošću, dom mnogih tvrtki, posebice iz sfere telekomunikacija. Najviše zahvaljujući otvaranju tih poduzeća i novih radnih mjesta, naselje je od 1300 stanovnika iz 1950. naraslo na više od 100 tisuća. Danas preko 5000 poduzeća ima sjedišta ili podružnice unutar Richardsonovih 74 km², među kojima je i pet najvećih svjetskih telekomunikacijskih tvrtki: AT&T, Cisco Systems, Samsung, Fujitsu i Nortel. Stoga se područje grada naziva "Telekomunikacijski koridor" (Telecom Corridor).
U Richardsonu je i University of Texas at Dallas, najuglednije javno sveučilište u Teksasu.

## Vanjske poveznice
- Službena stranica  Arhivirana inačica izvorne stranice od 19. lipnja 2010. (Wayback Machine) (engl.)
- Stranica Telecom Corridora (engl.)

### Ostali projekti
|  | Zajednički poslužitelj ima još gradiva o temi Richardson, Teksas |